# Шопур
Шопур (мкд. Шопур) је насеље у Северној Македонији, у средишњем делу државе. Шопур је село у саставу општине Штип.

## Географија
Шопур је смештен у средишњем делу Северне Македоније. Од најближег града, Штипа, насеље је удаљено 20 km јужно.
Насеље Шопур се налази у историјској области Јуруклук. То је побрђе које чини западну претходницу планине Плачковице. Јужно од насеља тече речица Крива Лакавица. Надморска висина насеља је приближно 500 метара.
Месна клима је умерено континентална.

## Становништво
Шопур је према последњем попису из 2002. године имао 2 становника.
Већинско становништво су етнички Македонци (100%).
Претежна вероисповест месног становништва је православље.